# Аминта (правитель Алабанда)
Аминта (др.-греч. Αμύντας) — правитель малоазийского города Алабанда в V веке до н. э.

## Биография
Его матерью была дочь македонского царя Аминты I Гигея. В конце VI века до н. э. в Македонию прибыли персидские послы с требованиями земли и воды. Аминта I организовал для них пир, но во время его проведения послы были убиты. По свидетельству Геродота, это произошло по инициативе царевича Александра, хотя многие современные историки относятся к этому сообщению критически. Персы начали поиски виновников инцидента, однако Александру удалось подкупить за большие деньги начальника следственной комиссии Бубара, сына покорителя Фракии Мегабаза. Также Бубару была отдана в супруги сестра царевича Гигея. По словам Юстина, Бубар возглавлял направленный в Македонию персидский карательный отряд, но влюбился в дочь Аминты I и женился на ней, «отложив всякую вражду».
В этом браке, состоявшемся, возможно, примерно в 510 году до н. э., и родился Аминта, названный, согласно тому же Геродоту, в честь деда по материнской линии, что было распространенным обычаем в Греции. Впоследствии, вероятно, около 480 года до н. э., Ксеркс I назначил Аминту на должность наместника большого фригийского города Алабанда. Однако Кузьмин Ю. Н., Борза Ю. и ряд других исследователей указывают, что Алабанда располагалась не во Фригии, а в Карии, о чём сам Геродот, выходец из этого региона, сообщает в другом месте своего труда. По мнению Киляшовой К. А., персидский царь хотел тем самым приобрести надёжного союзника в Карии, жители которой поддерживали греков во время Ионийского восстания. По замечанию Кузьмина Ю. Н., предшественником Аминты мог быть тиран Аридолис. Другие учёные, среди которых А. Татаки, П. Бриант, М. Олбрайт, исходя из сообщения Стефана Византийского со ссылкой на Геродота о фригийском городе Алабастра, считают, что Аминта правил именно им. Некоторые антиковеды, например, С. Хорнблауэр, Н. Секунда, полагают, что у Геродота речь идет о городе Блауд, располагавшемся на границе Фригии и Лидии.
Исторические источники не сообщают о дальнейшей судьбе Аминты и его потомков. Но, по замечанию Кузьмина Ю. Н., имя Аминта могло получить распространение в ряде регионов Малой Азии. По предположению Э. Бэдиана, Ксеркс мог рассматривать Аминту как наследника Александра I на посту вассального правителя Македонии.